# Gyrinus substriatus
Gyrinus substriatus é uma espécie de insetos coleópteros pertencente à família Gyrinidae.
A autoridade científica da espécie é Stephens, tendo sido descrita no ano de 1829.
Trata-se de uma espécie presente no território português.